# Sender Freiburg-Lehen
Der Sender Freiburg-Lehen ist eine Sendeanlage des Südwestrundfunks im Bereich Ultrakurzwelle (UKW) und war eine Anlage für die Mittelwelle (MW). Der 92 Meter hohe Sendemast befindet sich im Freiburger Ortsteil Lehen. Der Rundfunksender Freiburg ging 1926 in Betrieb und gehört damit zu den ältesten Sendestandorten Deutschlands. Der Sender Freiburg-Lehen ging am 20. Dezember 1933 in Betrieb. Einige der Masten, auf denen einst eine Reusenleitung zur Speisung des Sendemastes verlegt war, sind noch heute zu sehen. Von diesem Standort aus werden weitere Sendeanlagen (Feldberg/Schwarzwald, Blauen, Wannenberg und Hohe Möhr) und über 100 Fernsehfüllsender betrieben. Zusätzlich gibt es an der Sendeanlage St. Chrischona bei Basel eine Zusammenarbeit mit der Swisscom zum Betrieb weiterer UKW-Sender.

## Aktuelle Technik
Der Sendemast ist als dreiseitig abgespannter Stahlgittermast ausgeführt und besitzt einen quadratischen Querschnitt mit einer Kantenlänge von 1,2 m sowie ein Gesamtgewicht von 20 t. Die UKW-Antennen befinden sich im oberen Viertel des Antennenmastes, der selbst als Antenne für die Mittelwelle diente. Die Anpassung und Speisung dieser Mittelwellenantenne erfolgte am isolierten Fußpunkt über eine abstimmbare Anpaßschaltung. Sowohl die UKW als auch der Mittelwellensender verfügen über automatische Reserveanlagen, um einen unterbrechungsfreien Betrieb zu gewährleisten. Die größeren Sendeanlagen die von dem Sender Lehen aus betreut werden, werden über rechnergestützte Fernwirksysteme angesteuert.

## Frequenzen und Programme

### Analoger Hörfunk (UKW)
| Frequenz (MHz) | Programm               | RDS PS   | RDS PI | Regionalisierung  | ERP (kW) | Antennendiagramm rund (ND)/gerichtet (D) | Polarisation horizontal (H)/vertikal (V) |
| -------------- | ---------------------- | -------- | ------ | ----------------- | -------- | ---------------------------------------- | ---------------------------------------- |
| 91,1           | DASDING                | DASDING_ | D3A5   | -                 | 0,5      | D (10–210°)                              | H                                        |
| 94,7           | baden.fm               | baden.fm | 1702   | –                 | 0,5      | D (10–210°)                              | H                                        |
| 96,0           | SWR Kultur             | SWR_Kult | D3A2   | Baden-Württemberg | 1        | D (40–180°)                              | H                                        |
| 99,2           | SWR3                   | __SWR3__ | D3A3   | Baden/Kurpfalz    | 0,5      | D (10–210°)                              | H                                        |
| 107,0          | SWR1 Baden-Württemberg | SWR1_BW_ | D301   | –                 | 0,1      | ND                                       | H                                        |

## Geschichte
1926 wurde der Sender in Stuttgart-Feuerbach durch eine neue Sendeanlage in Degerloch ersetzt. Da trotz dieses Senders die Versorgung im Raum Freiburg nicht sichergestellt war, wurde auch in Freiburg ein Sender aufgebaut.
Im Jahre 1926 ging der Sender erstmals in Betrieb; bis 1933 wurde aus dem Dachgeschoss der städtischen Gewerbeschule an der Kirchstraße im Freiburger Stadtgebiet, gesendet. Ab dem 20. Dezember 1933 wurde dieser Sender durch die neue Sendeanlage mit einem 107 m hohen Holzturm ersetzt. Diese Sendeanlage war am jetzigen Standort westlich der Ortschaft Lehen. Sie war bis zum 21. April 1945, als sie von der Wehrmacht gesprengt wurde, in Betrieb. Im Oktober 1945 nahm an derselben Stelle der heutige selbststrahlende Stahlgittermast mit einer Höhe von 92 m seinen Betrieb auf. Im Jahre 1948 wurde die Sendeanlage von der Post an den Südwestfunk (SWF) übergeben. Am 23. Mai 1989 wurden die neuen Betriebsgebäude eingeweiht.

### Technische Geschichte
| Jahr                             | Senderart | Leistung                                               | Programm |
| -------------------------------- | --- | ------------------------------------------------------ | --- |
| Sendeanlage in der Gewerbeschule | |                                                        | |
| 28. November 1926                | Mittelwelle 520 kHz                                                                                                 | 0,25 kW                                                | Programm der „Süddeutschen Rundfunk AG Stuttgart“                                                                                     |
| 30. Juni 1929                    | Mittelwelle 527 kHz                                                                                                 |                                                        | Grund: Prager Wellenplan |
| 28. Oktober 1933                 | |                                                        | Das Programm aus Frankfurt wurde übernommen.                                                                                          |
| 14. Januar 1934                  | Einstellung des Sendebetriebs                                                                                       |                                                        | Grund: Luzerner Wellenplan |
| Sendeanlage in Freiburg Lehen    | |                                                        | |
| 20. Dezember 1933                | Mittelwelle 1157 kHz im Gleichwellenbetrieb mit dem Frankfurter Muttersender im „Südwestdeutschen Gleichwellennetz“ | 5–8 kW                                                 | |
| 15. Januar 1929                  | Mittelwelle 1195 kHz                                                                                                | 5–8 kW                                                 | Grund: Luzerner Wellenplan |
| 23. Juni 1939                    | Mittelwelle 1294 kHz im Gleichwellenbetrieb mit Sender Dornbirn                                                     | 5–8 kW                                                 | Es wurde wieder das Stuttgarter Programm ausgestrahlt.                                                                                |
| 15. April 1945                   | Einstellung des Sendebetriebs                                                                                       |                                                        | Grund: Nach häufiger werdenden Ausfällen der Stromversorgung wurde nach dem Zusammenbruch des Überlandnetzes der Betrieb eingestellt. |
| 21. April 1945                   | |                                                        | Sprengung des Antennenturms durch die Wehrmacht                                                                                       |
| Oktober 1945                     | |                                                        | Wiederaufnahme des Sendebetriebs mit einem selbststrahlenden Stahlgittermast                                                          |
| 1946                             | Mittelwelle 1240 kHz                                                                                                | 5–8 kW                                                 | |
| 1947                             | Mittelwelle 827 kHz                                                                                                 | 5–8 kW                                                 | |
| 1948                             | |                                                        | Übergabe der Sendeanlage von der Post an den SWF                                                                                      |
| August 1948                      | Mittelwelle 827 kHz                                                                                                 | 18–20 kW                                               | |
| September 1953                   | | Doppelsender mit 2×20 kW (zusammengeschaltet zu 40 kW) | |
| 25. November 1976                | - UKW 91,10 MHz - UKW 94,70 MHz - UKW 99,20 MHz                                                                     | jeweils 500 W                                          | Alle drei Programme des SWF |
| 23. November 1978                | Mittelwelle 828 kHz                                                                                                 |                                                        | Grund: Internationaler Genfer Wellenplan; SWF 1 und Sondersendungen                                                                   |
| Oktober 1984                     | UKW 102,00 MHz, später 100,7                                                                                        |                                                        | Ein zusätzliches Regionalprogramm kommt hinzu.                                                                                        |
| 26. September 1986               | UKW 102,00 MHz, später 100,7                                                                                        |                                                        | Einstellung des Regionalprogramms, anstelle davon ein Gastarbeiterprogramm                                                            |
| 3. September 1988                | | 50 kW                                                  | das Regionalprogramm „Radio Breisgau“ kommt hinzu                                                                                     |
|                                  | | 10 kW                                                  | Reduzierung der Sendeleistung |
| 8. Januar 2012                   | Mittelwelle 828 kHz                                                                                                 |                                                        | Endgültige Abschaltung des Mittelwellensenders                                                                                        |
| 4. Juli 2016                     | - UKW 96,00 MHz | 1000 W                                                 | neue Frequenz für SWR Kultur |
| 22. August 2016                  | UKW 91,10 MHz | 500 W                                                  | Beginn der Ausstrahlung von DASDING                                                                                                   |

## Abschaltung und Stilllegung des Mittelwellensenders
Der Mittelwellensender in Freiburg-Lehen wurde am 8. Januar 2012 um 23.00 Uhr nach dem regulären Sendeschluss endgültig abgeschaltet, da der SWR die sehr kostenintensive Ausstrahlung seines Informationsprogramms SWR cont.ra über die Mittelwellensender in Baden-Württemberg und Rheinland-Pfalz aufgeben will. Stattdessen will sich der SWR auf den Aufbau einer flächendeckenden Versorgung seiner Programme über DAB+ konzentrieren.
Ob die Anteile der Mittelwellensendeanlage abgebaut und verschrottet oder anderen Rundfunksendern zur Ausstrahlung ihrer Programme über Mittelwelle zur Verfügung gestellt wird, ist noch nicht geklärt.